# Jean-François Lisée
Jean-François Lisée, né le 13 février 1958 à Thetford Mines, est un journaliste, écrivain et homme politique québécois.
Après une carrière de journaliste dans les années 1980 et 1990, il devient conseiller des premiers ministres québécois Jacques Parizeau et Lucien Bouchard et de 1994 à 1999. Aux élections québécoises de 2012, il est élu député de Rosemont. Il occupe le poste de ministre des Relations internationales et de la Francophonie et du Commerce extérieur dans le gouvernement Marois (2012-2014). Le 7 octobre 2016, il devient chef du Parti québécois et chef de l'opposition officielle du Québec. Il est défait dans sa circonscription lors de l'élection du 1er octobre 2018. Il produit depuis des balados sur la politique et l'histoire du Québec et des livres pour sa micro-entreprise, La boîte à Lisée.

## Biographie

### Généalogie
Jean-François Lisée a pour ancêtre patrilinéaire, Jacques Lisé dit Saint-Martin (1708-1770). Fils de Maurice Lisé et de Renée Roy, Jacques Lisé naît le 8 mars 1709 à Angers, en Anjou (Maine-et-Loire, France), où il est baptisé le lendemain, en la paroisse de Saint-Maurille. Arrivé en Nouvelle-France à une date inconnue, Jacques Lisé est d'abord un soldat dans la compagnie de monsieur de Lagauchetière avant d'épouser Marie-Madeleine André Fontaine dit Lafontaine (1716-1773) à Montréal, le 30 juin 1733,; 14 enfants naîtront de leur union dont trois fils qui auront une descendance. Jean-François Lisée appartient à la septième génération de Lisée au Québec et en Amérique.

### Jeunesse, études et vie personnelle
Né dans une famille de commerçants de Thetford-Mines, dans la région Chaudière-Appalaches, il complète une licence en droit et une maîtrise en communications à l'Université du Québec à Montréal et obtient, en 1982, un diplôme en journalisme de la première école française de journalisme, le Centre de formation des journalistes de Paris.
Il est père de cinq enfants.

### Carrière en journalisme
Il est correspondant à Paris et Washington pendant les années 1980 pour La Presse, la radio de Radio-Canada et L'Événement du jeudi. Il est collaborateur à la revue L'Actualité.
Dans les années 1990, il publie quelques articles dans les pages du New York Times, du Washington Post, des quotidiens Le Monde, Libération et de l'hebdomadaire L'Express.

### Carrière politique

#### Conseiller et chercheur

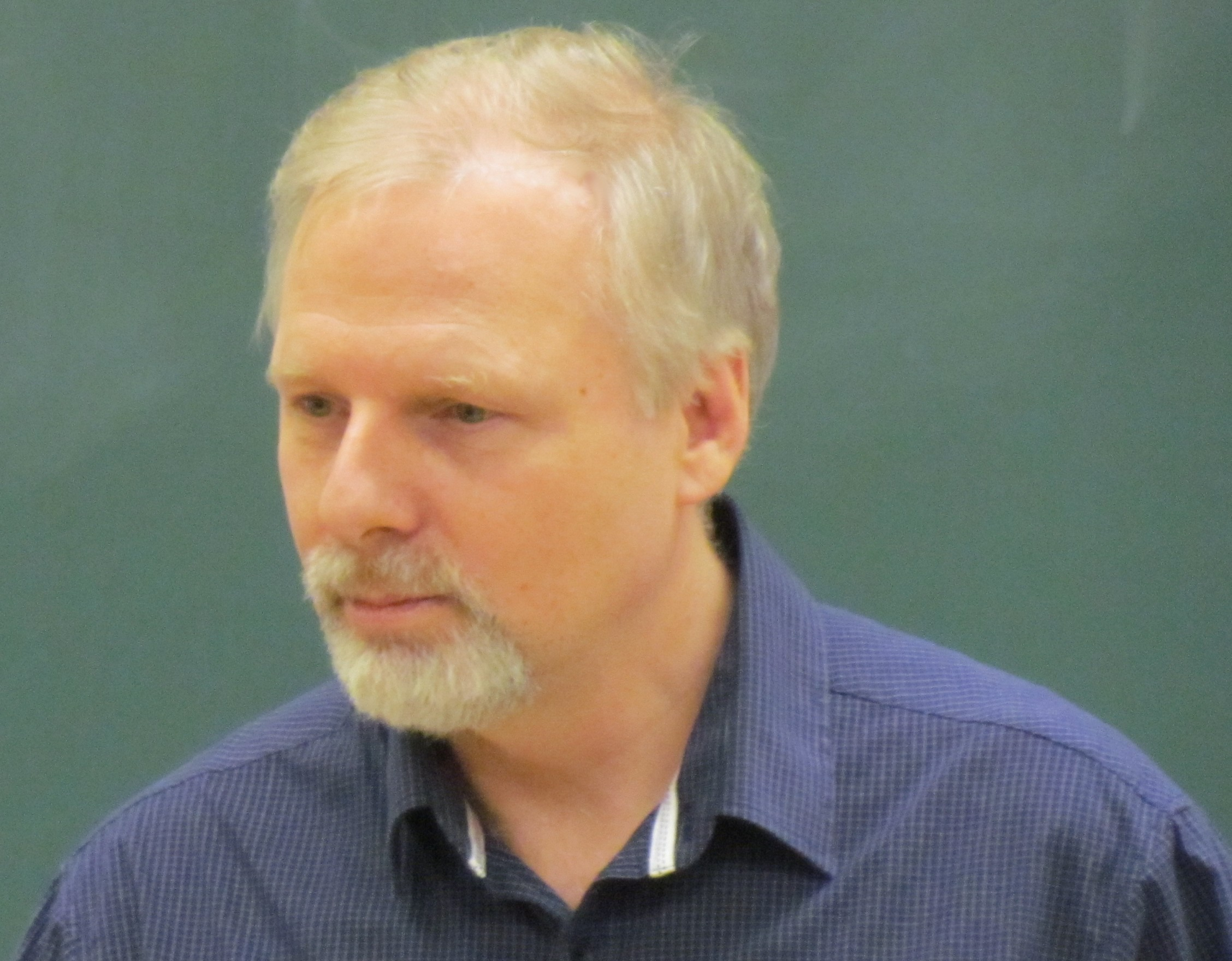
Jean-François Lisée, en 2012.

Après avoir publié plusieurs ouvrages sur la politique québécoise, Lisée devient en 1994 conseiller politique du premier ministre Jacques Parizeau puis, de 1995 à septembre 1999, de son successeur Lucien Bouchard. Il est l'un des principaux architectes de la stratégie référendaire de 1995.
De 2004 à 2012, il est chef de la direction et cofondateur du Centre d'études et de recherches internationales de l'Université de Montréal (CÉRIUM).

#### Député et ministre
Le 1er août 2012, après plusieurs semaines de rumeurs concernant sa candidature sous la bannière du Parti québécois lors des 40e élections provinciales au Québec, Lisée confirme via Twitter qu'il sollicitera l'investiture du PQ dans la circonscription de Rosemont,. Aux élections du 4 septembre 2012, il est élu député de Rosemont. Il est nommé ministre des Relations internationales et du Commerce extérieur et ministre responsable de la région métropolitaine du gouvernement de Pauline Marois le 19 septembre.
Lisée se fait critiquer en décembre 2012 en raison de deux salaires qu'il recevait en même temps : celui de ministre et un autre de l'Université de Montréal, sous forme d'une pension de mi-retraite. Lisée renonce alors à son salaire de l'Université de Montréal et décide de le verser à des entreprises d'insertion.
Il est ensuite porte-parole de l'opposition officielle en matière de services sociaux, de protection de la jeunesse, de soins à domicile et de prévention. Il se porte candidat lors de la course à la direction du Parti québécois de 2015, mais se désiste le 21 janvier 2015, prétextant que « Le Parti québécois veut vivre son moment Pierre Karl Péladeau jusqu'au bout ».

#### Chef du Parti québécois

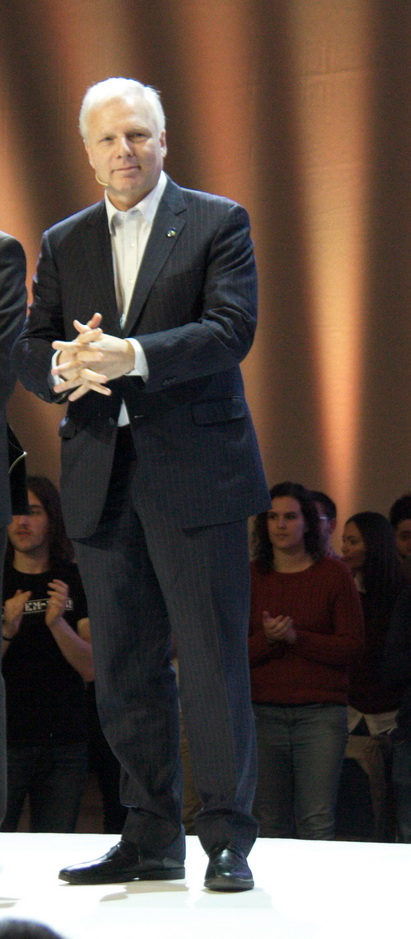
En 2017 à Barcelone.

Il se porte candidat lors de la course à la direction du Parti québécois de 2016. Le 7 octobre 2016, il est élu en tant que 9e chef du Parti et devient chef de l'opposition officielle du Québec. Il obtient un vote de confiance de 92,8 % lors du 17e Congrès national du Parti québécois, le 9 septembre 2017. Lors des élections générales québécoises de 2018, il mène la campagne du Parti québécois aux côtés de Véronique Hivon promettant, s'il est désigné Premier ministre, de ne pas proposer de référendum sur la souveraineté du Québec lors de son premier mandat. Il affirme cependant ne pas renoncer à terme à l'indépendance du Québec, qui devrait être proposée aux électeurs en 2022.
Au soir de l'élection, le Parti québécois connaît sa plus lourde défaite électorale depuis sa création, obtenant 17,1 % des voix face à la Coalition avenir Québec de François Legault (37,4 %) et au Parti libéral du Québec du premier ministre sortant, Philippe Couillard (24,8 %). Jean-François Lisée est lui-même battu dans sa propre circonscription de Rosemont, récoltant 28,4 % des suffrages exprimés contre le candidat de Québec solidaire, Vincent Marissal, qui rassemble 35,3 % des voix. En conséquence, il annonce le soir même sa démission de la chefferie du parti, soulignant néanmoins dans son discours de défaite l'apparition d'une nouvelle génération de souverainistes, issus du Parti québécois et de Québec solidaire : « Lorsqu'on finira de calculer les votes, on se rendra compte qu'on assiste à l'éruption d'une nouvelle génération de souverainistes qui, additionnés, pointent à nouveau la boussole québécoise vers l'indépendance ».

### Carrière post-politique
Début 2019, il publie un essai sur son expérience politique intitulé Qui veut la peau du Parti Québécois ? Et autres secrets de la politique et des médias. Il le publie à compte d'auteur avec sa nouvelle petite entreprise La boîte à Lisée.
Depuis le printemps 2019, il produit des baladodiffusions où il commente l'actualité et l'histoire politique du Québec. Il participe en tant que panéliste à l'émission Mordus de politique de Radio-Canada depuis septembre 2020 et comme chroniqueur à l'émission de Richard Martineau à QUB radio.

## Ouvrages publiés
- Carrefours Amérique. 1990. Montréal : Les Éditions du Boréal.  (ISBN 9782890523647)
- Dans l'œil de l'aigle. 1990. Montréal : Les Éditions du Boréal.  (ISBN 9782890523289)
- Les Prétendants. 1993. Montréal : Les Éditions du Boréal.  (ISBN 9782890525832)
- Le Tricheur. 1994. Montréal : Les Éditions du Boréal.  (ISBN 9782890526211)
- Le Naufrageur. 1994. Montréal : Les Éditions du Boréal.  (ISBN 9782890526280)
- Octobre 1995 – Tous les espoirs, tous les chagrins. 2015. Montréal: Les éditions Québec - Amérique  (ISBN 9782764430408)
- Sortie de Secours : Comment échapper au déclin du Québec. 2000. Montréal : Les Éditions du Boréal.  (ISBN 9782764600160)
- Nous. 2007. Montréal : Les Éditions du Boréal.  (ISBN 9782764605677)
- Pour une gauche efficace. 2008. Montréal : Les Éditions du Boréal.  (ISBN 9782764606407)
- Imaginer l'Après-crise : Pistes pour un monde plus juste, équitable, durable. 2009. Montréal : Les Éditions du Boréal.  (ISBN 9782764607015)
- Troisième millénaire. 2011. Montréal : Les Éditions Stanké.  (ISBN 9782760410855)
- Des histoires du Québec selon Jean-François Lisée. 2012. Montréal : Les Éditions Rogers  (ISBN 9780888964809)
- Le petit tricheur : Robert Bourassa derrière le masque. 2012. Montréal : Les Éditions Québec-Amérique.  (ISBN 9782764421703)
- Comment mettre la droite K.-O. en 15 arguments. 2012. Montréal, Les Éditions Stanké.  (ISBN 9782760410985)
- Le Journal de Lisée : 18 mois de pouvoir, mes combats, mes passions. 2014. Montréal : Les Éditions Rogers  (ISBN 9780888967107)
- Qui veut la peau du Parti Québécois? Et autres secrets de la politique et des médias, Les Éditions Carte Blanche, 2019, 229 p. (ISBN 978-2-89590-365-9)
- Lévesque/Trudeau : leur jeunesse, notre histoire, Les Éditions Carte blanche, Collection Lisée raconte, 2025, 650 pages.

## Distinctions
- 1990 : Prix du Gouverneur général : études et essais de langue française pour Dans l'œil de l'aigle[21]
- 1990 : Prix Jules-Fournier[22]

## Résultats électoraux
|                                                                                               | Nom                           | Parti              | Nombre de voix | %      | Maj.  |
| --------------------------------------------------------------------------------------------- | ----------------------------- | ------------------ | -------------- | ------ | ----- |
|                                                                                               | Vincent Marissal              | Québec solidaire   | 12 920         | 35,2 % | 2 500 |
|                                                                                               | Jean-François Lisée (sortant) | Parti québécois    | 10 420         | 28,4 % | -     |
|                                                                                               | Agata La Rosa                 | Libéral            | 6 148          | 16,8 % | -     |
|                                                                                               | Sonya Cormier                 | Coalition avenir   | 5 703          | 15,6 % | -     |
|                                                                                               | Karl Dubois                   | Vert               | 521            | 1,4 %  | -     |
|                                                                                               | Paulina Ayala                 | NPD Québec         | 314            | 0,9 %  | -     |
|                                                                                               | Catherine Raymond-Poirier     | Parti nul          | 225            | 0,6 %  | -     |
|                                                                                               | Alexandra Liendo              | Conservateur       | 217            | 0,6 %  | -     |
|                                                                                               | Coralie Laperrière            | Bloc pot           | 130            | 0,4 %  | -     |
|                                                                                               | Stéphane Chénier              | Marxiste-léniniste | 55             | 0,2 %  | -     |
| Total                                                                                         | Total                         | Total              | 36 653         | 100 %  |       |
| Le taux de participation lors de l'élection était de 69,4 % et 542 bulletins ont été rejetés. |                               |                    |                |        |       |

|                                                                                               | Nom                           | Parti              | Nombre de voix | %      | Maj.  |
| --------------------------------------------------------------------------------------------- | ----------------------------- | ------------------ | -------------- | ------ | ----- |
|                                                                                               | Jean-François Lisée (sortant) | Parti québécois    | 12 712         | 34,3 % | 1 598 |
|                                                                                               | Thiery Valade                 | Libéral            | 11 114         | 30 %   | -     |
|                                                                                               | Jean Trudelle                 | Québec solidaire   | 6 930          | 18,7 % | -     |
|                                                                                               | Carl Dubois                   | Coalition avenir   | 5 252          | 14,2 % | -     |
|                                                                                               | Ksenia Svetoushkina           | Vert               | 488            | 1,3 %  | -     |
|                                                                                               | Sophie-Geneviève Labelle      | Option nationale   | 321            | 0,9 %  | -     |
|                                                                                               | Matthew Babin                 | Bloc pot           | 200            | 0,5 %  | -     |
|                                                                                               | Stéphane Chénier              | Marxiste-léniniste | 78             | 0,2 %  | -     |
| Total                                                                                         | Total                         | Total              | 37 095         | 100 %  |       |
| Le taux de participation lors de l'élection était de 72,7 % et 560 bulletins ont été rejetés. |                               |                    |                |        |       |

|                                                                                               | Nom                      | Parti                  | Nombre de voix | %      | Maj.  |
| --------------------------------------------------------------------------------------------- | ------------------------ | ---------------------- | -------------- | ------ | ----- |
|                                                                                               | Jean-François Lisée      | Parti québécois        | 16 780         | 43,7 % | 8 944 |
|                                                                                               | Madwa-Nika Phanord-Cadet | Libéral                | 7 836          | 20,4 % | -     |
|                                                                                               | Léo Fradette             | Coalition avenir       | 6 657          | 17,3 % | -     |
|                                                                                               | François Saillant        | Québec solidaire       | 5 564          | 14,5 % | -     |
|                                                                                               | Johanne Lavoie           | Option nationale       | 1 079          | 2,8 %  | -     |
|                                                                                               | Raynald St-Onge          | Bloc pot               | 220            | 0,6 %  | -     |
|                                                                                               | Daniel Guersan           | Coalition constituante | 160            | 0,4 %  | -     |
|                                                                                               | Stéphane Chénier         | Marxiste-léniniste     | 127            | 0,3 %  | -     |
| Total                                                                                         | Total                    | Total                  | 38 423         | 100 %  |       |
| Le taux de participation lors de l'élection était de 76,1 % et 446 bulletins ont été rejetés. |                          |                        |                |        |       |

### Vidéos
- La fabrication d'un livre politique : Le cas de Dans l’œil de l’aigle - Washington face au Québec. Conférence présentée aux Grands Communicateurs en janvier 2006.
- Dans l'ombre de l'aigle : Comment la montée du conservatisme américain oblige le Québec à redéfinir ses choix sociaux-démocrates. Conférence présentée en clôture du colloque Prédominance du conservatisme aux États-Unis : Une saison ou une époque ?
- Le tricheur et Le naufrageur, la saga d’un livre : Grand entretien Jean-François Lisée et Éric Bédard présenté dans le cadres des 4e Rendez-vous d'histoire de Québec pour commémorer le 25e anniversaire du décès de Robert Bourassa offerte en coalition entre les RVHQC et l'Assemblée Nationale